# Ishihara Shinji
Shinji Ishihara (sinh ngày 16 tháng 5 năm 1970) là một cầu thủ bóng đá người Nhật Bản.

## Sự nghiệp câu lạc bộ
Shinji Ishihara đã từng chơi cho Nagoya Grampus Eight.